# Almaz Ayana
Almaz Ayana Eba (Benishangul-Gumuz, 21 november 1991) is een Ethiopische atlete, die gespecialiseerd is in de lange afstand. Ze werd in 2015 wereldkampioene op de 5000 m en nam een jaar later deel aan de Olympische Spelen, waarbij zij twee medailles won. Op de 10.000 m werd zij olympisch kampioene en verbeterde bij die gelegenheid met haar winnende tijd van 29.17,45 het wereldrecord, dat al sinds 1993 in handen was van de Chinese Wang Junxia, met ruim vijftien seconden.

## Biografie
Ayana begon haar atletiekcarrière aanvankelijk als steepleloopster. Bij de wereldjuniorenkampioenschappen van 2010 in Moncton werd ze vijfde op dit onderdeel in 9.48,08.
Drie jaar later veroverde zij haar eerste titel. Met een tijd van 10.02,55 werd ze op de 3000 m steeple Ethiopisch kampioene. Vervolgens kwam zij op de wereldkampioenschappen in Moskou uit op de 5000 m. Haar eindtijd van 14.51,33 was goed voor een bronzen medaille achter haar landgenote Meseret Defar (goud; 14.50,19) en de Keniaanse Mercy Cherono (zilver; 14.51,22).
Haar eerste internationale titel volgde in 2014. Op de Afrikaanse kampioenschappen in Marrakesh versloeg zij haar landgenote Genzebe Dibaba, die als favoriete was gestart, in de kampioenschapsrecordtijd van 15.32,72. Een maand later won zij tijdens de IAAF Continental Cup als vertegenwoordigster van Afrika deze afstand eveneens met meer dan 24 seconden voorsprong.
In 2015 wist Ayana bij de WK in Peking de wereldtitel op de 5000 m wel te pakken. Met een tijd van 14.26,83 bleef ze haar landgenotes Senbere Teferi (zilver; 14.44,07) en Genzebe Dibaba (brons; 14.44,14) voor. Met deze prestatie verbeterde ze tevens het kampioenschapsrecord.
Haar goede vorm liet Ayana ook in 2016 blijken. Ze won eerst de 10.000 m bij de FBK Games. In juni 2016 verbeterde ze bij het Golden Gala in Rome haar persoonlijk record op de 5000 m tot 14.12,59. Op dat moment was dit de tweede tijd ooit gelopen door een atlete. Alleen haar landgenote Tirunesh Dibaba liep ooit sneller. Bij de Olympische Spelen van Rio toonde ze opnieuw haar goede vorm. Ze kwam uit op zowel de 5000 m als de 10.000 m. Met haar tijd op de 10.000 m van 29.17,45 veroverde ze de olympische titel. Tevens verbeterde ze hiermee het wereldrecord op deze afstand, dat bijna 23 jaar in handen was van de Chinese Wang Junxia. Haar concurrente Vivian Cheruiyot uit Kenia werd tweede met 29.32,53 en verbeterde met deze prestatie het Keniaanse record. Bij de 5000 m was haar tijd van 14.33,59 goed voor een bronzen medaille.
Op de WK van 2017 in Londen kwam ze uit op de 5000 m en de 10.000 m. Op de 5000 m werd ze tweede in 14.40,35 en op de 10.000 m veroverde ze de wereldtitel in 30.16,32.

## Titels
- Olympisch kampioene 10.000 m - 2016
- Wereldkampioene 5000 m - 2015
- Wereldkampioene 10.000 m - 2017
- Afrikaans kampioene 5000 m - 2014
- Ethiopisch kampioene 3000 m steeple - 2013

## Persoonlijke records
Outdoor
| Onderdeel      | Prestatie               | Datum            | Plaats         |
| -------------- | ----------------------- | ---------------- | -------------- |
| 3000 m         | 8.22,22 (NR)            | 14 juni 2015     | Rabat          |
| 5000 m         | 14.12,59                | 2 juni 2016      | Rome           |
| 10.000 m       | 29.17,45 (ex-WR; ex-AR) | 12 augustus 2016 | Rio de Janeiro |
| 3000 m steeple | 9.22,51                 | 27 augustus 2010 | Brussel        |
| 10 km          | 32.19                   | 31 december 2010 | Luanda         |

Indoor
| Onderdeel | Prestatie | Datum           | Plaats    |
| --------- | --------- | --------------- | --------- |
| 3000 m    | 8.43,47   | 6 februari 2014 | Stockholm |

## Palmares

### 3000 m
- 2012:  Internationales Leichtathletik Sparkassen Meeting in Haldensleben - 8.49,64
- 2012: 4e Rieti 2012 - 8.51,34
- 2013:  Terra Sarda Meeting in Cagliari - 8.52,15
- 2013:  IAAF World Challenge de Dakar - 8.44,30
- 2014: 5e IAAF Diamond League Doha - 8.24,58
- 2014: 5e Athletissima - 8.52,77
- 2015:  Meeting International Mohammed VI in Rabat - 8.22,22
- 2015:  Weltklasse Zürich - 8.22,34
- 2016:  IAAF Diamond League in Doha - 8.23,11

### 5000 m
- 2011:  Gran Premio Internacional Caixa- Giverno do Para in Belém - 15.12,24
- 2013:  FBK Games - 14.52,42
- 2013:  Areva Meeting in Saint Denis - 14.25,84
- 2013:  WK - 14.51,33
- 2014:  Golden Gala - 14.37,16
- 2014:  Herculis - 14.29,19
- 2014:  Afrikaanse kamp. - 15.32,72
- 2014:  IAAF Continental Cup - 15.33,32
- 2015:  Shanghai Golden Grand Prix - 14.14,32
- 2015:  Meeting Areva - 14.21,97
- 2015:  WK - 14.26,83
- 2016:  Memorial van Damme - 14.18,89
- 2016:  Meeting Mohammed VI in Rabat - 14.16,31
- 2016:  Golden Gala - 14.12,59
- 2016:  OS - 14.33,59
- 2017:  WK - 14.40,35

### 10.000 m
- 2016:  FBK Games - 30.07,00
- 2016:  OS - 29.17,45 (WR)
- 2017:  WK - 30.16,32

### 3000 m steeple
- 2010: 5e WK U20 - 9.48,08
- 2010:  Memorial Van Damme - 9.22,51 (WR U20)
- 2013:  Ethiopische kamp. - 10.02,55

### 10 km
- 2010:  Corrida de São Silvestre in Luanda - 32.19,2

### halve marathon
- 2017:  halve marathon van New Delhi - 1:07.12
- 2023:  halve marathon van Lissabon - 1:05.30

### marathon
- 2022:  marathon van Amsterdam - 2:17.19
- 2023:  marathon van Valencia - 2:16.22

## Onderscheidingen
- IAAF-atlete van het jaar - 2016

1988: Olga Bondarenko ·
1992: Derartu Tulu ·
1996: Fernanda Ribeiro ·
2000: Derartu Tulu ·
2004: Xing Huina ·
2008: Tirunesh Dibaba ·
2012: Tirunesh Dibaba ·
2016: Almaz Ayana ·
2020: Sifan Hassan ·
2024: Beatrice Chebet
1995 Sonia O'Sullivan ·
1997 Gabriela Szabó ·
1999 Gabriela Szabó ·
2001 Olga Jegorova ·
2003 Tirunesh Dibaba ·
2005 Tirunesh Dibaba ·
2007 Meseret Defar ·
2009 Vivian Cheruiyot ·
2011 Vivian Cheruiyot ·
2013 Meseret Defar ·
2015 Almaz Ayana ·
2017 Hellen Obiri ·
2019 Hellen Obiri ·
2022 Gudaf Tsegay ·
2023 Faith Chepngetich Kipyegon
1987 Ingrid Kristiansen ·
1991 Liz McColgan ·
1993 Wang Junxia ·
1995 Fernanda Ribeiro ·
1997 Sally Barsosio ·
1999 Gete Wami ·
2001 Derartu Tulu ·
2003 Berhane Adere ·
2005 Tirunesh Dibaba ·
2007 Tirunesh Dibaba ·
2009 Linet Masai ·
2011 Vivian Cheruiyot ·
2013 Tirunesh Dibaba ·
2015 Vivian Cheruiyot ·
2017: Almaz Ayana ·
2019 Sifan Hassan ·
2022 Letesenbet Gidey ·
2023 Gudaf Tsegay